# Председнички избори у Србији 2017.
Избори за председника Републике Србије 2017. одржани су 2. априлa 2017. године.
Са 55,08% гласова, Александар Вучић, кандидат Српске напредне странке, је у првом кругу изабран за петогодишњи мандат. Постао је 5. председник Републике Србије (трећи од самосталности) после истека петогодишњег мандата актуелном председнику Томиславу Николићу 31. маја 2017.
Ово су били 11. избори за председника Републике Србије од 1990. (трећи од самосталности), и трећи избори у којим је победник на изборима победио у првом кругу гласања (претходно на изборима 1990. и 1992).

## Расписивање избора
Дана 2. марта 2017. председник Народне скупштине Србије Маја Гојковић, расписала је председничке изборе за 2. април 2017. године. Избори су расписани у законском року, 90 дана пре истека мандата актуелном председнику Томиславу Николићу 31. маја 2017. године.

## Гласачи
Право гласа на овим изборима имало је 6.724.949 грађана.
Излазност по окрузима у Србији (*искључујући покрајину Косово и Метохију):
| Округ и Град                           | Број гласача | Изашло(%)        |
| -------------------------------------- | ------------ | ---------------- |
| Београдски округ (Град Београд)        | 1.620.165    | 915.231 (56,49%) |
| Јужнобачки округ (Град Нови Сад)       | 564.163      | 321.573 (57%)    |
| Нишавски округ (Град Ниш)              | 332.260      | 176.297 (53,06%) |
| Сремски округ (Град Сремска Митровица) | 270.956      | 159.539 (58,88%) |
| Мачвански округ (Град Шабац)           | 269.285      | 144.929 (53,82%) |
| Рашки округ (Град Краљево)             | 268.451      | 139.326 (51,9%)  |
| Јужнобанатски округ (Град Панчево)     | 262.261      | 147.312 (56,17%) |
| Златиборски округ (Град Ужице)         | 255.163      | 142.738 (55,94%) |
| Шумадијски округ (Град Крагујевац)     | 254.667      | 140.398 (55,13%) |
| Расински округ (Град Крушевац)         | 210.206      | 116.454 (55,4%)  |
| Поморавски округ (Град Јагодина)       | 204.043      | 99.512 (48,77%)  |
| Пчињски округ(Град Врање)              | 199.757      | 82.080 (41,09%)  |
| Браничевски округ (Град Пожаревац)     | 185.934      | 95.979 (51,62%)  |
| Јабланички округ (Град Лесковац)       | 184.378      | 106.091 (57,54%) |
| Подунавски округ (Град Смедерево)      | 180.205      | 92.265 (51,2%)   |
| Моравички округ (Град Чачак)           | 179.774      | 99.595 (55,4%)   |
| Севернобачки округ (Град Суботица)     | 171.379      | 80.308 (46,86%)  |
| Западнобачки округ (Град Сомбор)       | 164.491      | 94.319 (57,34%)  |
| Средњобанатски округ (Град Зрењанин)   | 160.382      | 83.527 (52,08%)  |
| Колубарски округ (Град Ваљево)         | 146.476      | 84.883 (57,95%)  |
| Севернобанатски округ (Град Кикинда)   | 128.911      | 64.881 (50,33%)  |
| Борски округ (Град Бор)                | 124.017      | 63.596 (51,28%)  |
| Зајечарски округ (Град Зајечар)        | 104.986      | 53.291 (50,76%)  |
| Пиротски округ (Град Пирот)            | 77.084       | 46.451 (60,26%)  |
| Топлички округ (Град Прокупље)         | 76.999       | 44.721 (58,08%)  |

## Кандидати
Кандидате за председника Републике могли су да предложе регистроване политичке странке, коалиције и групе грађана, уколико га овереним потписима подржи најмање 10.000 бирача, а предлог кандидата подносио се Републичкој изборној комисији најкасније 12. марта у поноћ (20 дана пре дана избора).
Редослед кандидата на изборном листићу одређен је жребом 17. марта у 19.15 часова, а жреб је био јаван и преносио се на јавном сервису.
| Бр. | Кандидат | Кандидат                                        | О кандидату | Предаја потписа РИК-у |
| --- | -------- | ----------------------------------------------- | --- | --- |
| 1.  |          | Саша Јанковић                                   | Нестраначки председнички кандидат Кандидован од стране групе грађана „За Србију без страха” Кандидатура подржана од парламентарних странака Демократске странке, Нове странке, Либералнo демократскe партијe, Социјалдемократске уније и Мађарског покрета, 3 народна посланика удружења Грађанска платформа (бивши чланови покрета ДЈБ), као и неколико ванпарламентарних странака, грађанских покрета и иницијатива Заштитник грађана Републике Србије 2007−2017. | Предато 17.866 потписа РИК-у 5. марта, и РИК је истог дана утврдио да је правно ваљано 17.134 потписа.                                                                                  |
| 2.  |          | Вук Јеремић                                     | Нестраначки председнички кандидат Председник „Центра за међународну сарадњу и одрживи развој” Кандидован од стране групе грађана „Морамо боље” Кандидатура подржана од парламентарних странака СДС-а, Нове Србије, ЗЗС-а, НПС-а, Покрета за преокрет и ЗЗШ-а. Бивши члан Демократске странке, искључен из странке 2013 Бивши председник Генералне скупштине Уједињених нација 2012−2013 Био је министар спољних послова Србије 2007−2012. | Предато нешто више од 15.000 потписа РИК-у 9. марта, и РИК је 10. марта утврдио да је правно ваљано 14.360 потписа.                                                                     |
| 3.  |          | Мирослав Паровић                                | На челу председништва Народног слободарског покрета Претходно председник ванпарламентарне странке Трећа Србија до претварања странке у политички покрет децембра 2016, т.ј. Народни слободарски покрет | Предато око 10.500 потписа РИК-у 10. марта, и РИК је 11. марта утврдио да је правно ваљано 9.872 потписа и да треба да достави још 154 изјаве бирача., проглашен за кандидата 13. марта |
| 4.  |          | Саша Радуловић                                  | Лидер политичког покрета Доста је било Народни посланик од 2016. и председник посланичке групе Доста је било Био је министар привреде Републике Србије 2013−2014. | Предато око 11.000 потписа РИК-у 11. марта, и РИК је истог дана утврдио да је правно ваљано 10.579 потписа.                                                                             |
| 5.  |          | Лука Максимовић (зван Љубиша Прелетачевић Бели) | Лидер политичког покрета у Младеновцу “Сарму проб'о ниси“ Кандидован од стране групе грађана „Бели - Само јако” Студент комуникологије Освојио други број одборничких места (после СНС-а) у Младеновцу на локалним изборима 2016. са 21% освојених гласова, са његовом листом „Бели — Само јако!”(освојивши 13 од 55 одборника) | Предато 12.700 потписа РИК-у 12. марта, проглашен за кандидата 13. марта |
| 6.  |          | Александар Вучић                                | Председник Српске напредне странке од 2012. Актуелни председник Владе Републике Србије од 2014 Актуелни председник Николић је одустао од поновне председничке кандидатуре у корист Вучића Кандидатура подржана од коалиционих партнера СНС-а: СПС-а, СДПС-а, ПУПС-а, ЈС-а, СВМ-а, ПС-а, СПО-а, ПСС-а, ЗС-а, БДЗ-а и СДСС-а Био је први потпредседник Владе Републике Србије 2012−2014. и министар одбране Србије 2012−2013 Био је министар информисања Републике Србије 1998−2000. | Предато 60.000 потписа РИК-у 4. марта, а РИК је 5. марта утврдио да је правно ваљано 56.516 потписа.                                                                                    |
| 7.  |          | Бошко Обрадовић                                 | Председник Српског покрета Двери Народни посланик од 2016. и председник посланичке групе Двери | Предато 11.504 потписа РИК-у 10. марта, и РИК је истог дана утврдио да је правно ваљано 11.212 потписа.                                                                                 |
| 8.  |          | Војислав Шешељ                                  | Председник Српске радикалне странке од оснивања 1991 Народни посланик, и председник посланичке групе Српске радикалне странке Правоснажно је осуђен у другостепеној пресуди Жалбеног већа Међународног резидуалног Механизма за кривичне трибунале у Хагу 11. априла 2018. године на 10 година затвора због прогона Хрвата у Хртковцима, у Војводини Бивши потпредседник Владе Републике Србије 1998−2000 Био је кандидат на изборима за председника Србије 1990, на неуспелим изборима за председника Србије септембра 1997, на изборима за председника Србије децембра 1997, на неуспелим изборима за председника Србије септембра 2002. и децембра 2002. | Предато 14.000 потписа РИК-у 6. марта, и РИК је 7. марта утврдио да је правно ваљано 12.976 потписа.                                                                                    |
| 9.  |          | Александар Поповић                              | Потпредседник Демократске странке Србије Био је министар науке и заштите животне средине Србије 2004-2007. и министар рударства и енергетике Србије 2007-2008. | Предато око 10.500 потписа РИК-у 12. марта и РИК је истог дана утврдио да је правно ваљано 10.030 потписа                                                                               |
| 10. |          | Милан Стаматовић                                | Председник општине Чајетина од 2004. Кандидован од стране групе грађана „За здраву Србију - Милан Стаматовић” Бивши члан Српске народне партије, напустивши је 16. марта 2017. Био је председник Извршног савета Скупштине општине Чајетина 2001-2004. | Предато 13.500 потписа РИК-у 12. марта, проглашен за кандидата 13. марта |
| 11. |          | Ненад Чанак                                     | Председник Лиге социјалдемократа Војводине од оснивања 1990. Народни посланик Био је председник Скупштине Аутономне Покрајине Војводине 2000—2004. | Предато 12.001 потписа РИК-у 12. марта, проглашен за кандидата 13. марта |

## Понављање избора 11. и 17. априла
Републичка изборна комисија је 5. априла 2017. године донела Решење о понављању избора за председника Републике на осам бирачких места, на којима је поништила гласање. На поновљеним изборима за председника Србије на осам бирачких места право гласа има 9.851 бирач. Избори су поновљени 11. априла и то на по једном бирачком месту у Краљеву, Панчеву, Вршцу, Врбасу, Тополи, Зрењанину, Бачкој Паланци и београдској општини Звездара.
На бирачким местима на којима су поништени избори за председника Републике одржаним 2. априла, и то на бирачком месту 178 на територији града Новог Сада, бирачком месту 62, на територији општине Трстеник и бирачком месту број 75, на територији града Лесковца. Поновно гласање је одржано у понедељак, 17. априла у времену од 7 до 20 часова.

## Коначни резултати избора
Коначни резултати избора за председника Републике, одржаних 2. априла 2017. године и поновљених на осам бирачких места 11. априла 2017. године, односно на три бирачка места 17. априла 2017. године.
| Кандидат                                   | Кандидат                                   | Партија                                                  | Број гласова | %      |
| ------------------------------------------ | ------------------------------------------ | -------------------------------------------------------- | ------------ | ------ |
|                                            | Александар Вучић                           | Српска напредна странка                                  | 2.012.788    | 56,01  |
|                                            | Саша Јанковић                              | Независни кандидат                                       | 597.728      | 16,63  |
|                                            | Лука Максимовић                            | Независни кандидат (сатирична партија Сарму проб’о ниси) | 344.498      | 9,59   |
|                                            | Вук Јеремић                                | Независни кандидат                                       | 206.676      | 5,75   |
|                                            | др Војислав Шешељ                          | Српска радикална странка                                 | 163.802      | 4,56   |
|                                            | Бошко Обрадовић                            | Двери                                                    | 83.523       | 2,32   |
|                                            | Саша Радуловић                             | Доста је било                                            | 51.651       | 1,44   |
|                                            | Милан Стаматовић                           | Независни кандидат                                       | 42.193       | 1,17   |
|                                            | Ненад Чанак                                | Лига социјалдемократа Војводине                          | 41.070       | 1,14   |
|                                            | др Александар Поповић                      | Демократска странка Србије                               | 38.167       | 1,06   |
|                                            | Мирослав Паровић                           | Народни слободарски покрет                               | 11.540       | 0,32   |
| Укупно                                     | Укупно                                     | Укупно                                                   | 3.593.636    | 100,00 |
|                                            |                                            |                                                          |              |        |
| Важећи гласови                             | Важећи гласови                             | Важећи гласови                                           | 3.593.636    | 98,35  |
| Неважећи/празни гласови                    | Неважећи/празни гласови                    | Неважећи/празни гласови                                  | 61.729       | 1,65   |
| Укупни гласови                             | Укупни гласови                             | Укупни гласови                                           | 3.655.365    | 100,00 |
| Излазност од укупног броја уписаних бирача | Излазност од укупног броја уписаних бирача | Излазност од укупног броја уписаних бирача               | 6.724.949    | 54,34  |
| Извор:                                     |                                            |                                                          |              |        |

## Реакције
Странке опозиције су нерадо признале резултате избора, жалећи се на многобројне нерегуларности, пре свега у току изборне кампање, што је Вучић одбацио.
Прелиминарни резултати избора су већ сутрадан, 3. априла, иницирали вишенедељне антирежимске протесте, који су прерасли у најмасовније демонстрације од свргавања Слободана Милошевића 2000. године.
Према извештају ОЕБС-а, неизбалансирано извештавање медија, притисци на бираче и запослене у државним институцијама и злоупотреба јавних ресурса за спровођење кампање су пољуљали једнакост могућности у такмичењу кандидата. Делегација Савета Европе је идентификовала бројне неправилности и недостатке током изборног процеса и том приликом дала препоруке Србији да побољша своју изборну законску регулативу. Делегација, такође, наводи да на дан избора није било ограничења за спровођење изборног процеса, али да изражава забринутост због злоупотребе јавних ресурса током кампање и због чињенице да нису усвојене све препоруке Венецијанске комисије о доброј пракси у области избора. ЦеСИД-а је указао да су десиле бројне нерегуларности у важним аспектима изборног процеса, као и да подаци говоре да постоји доста простора за системско унапређење изборних правила.

### Ситуација у медијима
Европска комисија, Амнести интернашонал, Хјуман рајтс воч, Freedom House, као и бројни истраживачи и медијска удружења су указали на генералне проблеме у погледу слободе медија у Србији након 2016. године, наводећи притиске на независне медије, лажне вести и негативне кампање од стране прорежимских медија. Асошијетед прес и Репортери без граница извештавају да је током кампање кандидат владајуће коалиције био заступљен 10 пута више од осталих кандидата заједно и да су медији, за које наводе да су под Вучићевом контролом, демонизовали остале кандидате, без давања прилике да одговоре на критике и оптужбе. Организације које су пратиле изборни процес, ЦРТА и БИРОДИ, су нагласили да је постојала диспропорција у погледу заступљености председничких кандидата у медијима, као и да су медији изгубили своју критичку улогу и да су постали средство политичке пропаганде. Мониторинг медија током кампање је показао да су прекршене бројне одредбе Кодекса новинара Србије које се тичу истинитости извештавања, независности од притисака и одговорности новинара.
У ОЕБС-овом извештају је поменуто да Народна скупштина, у супротности са законском обавезом, није именовала чланове надзорног одбора који би били меродавно тело које надзире извештавање медија у кампањи. Делегација Савета Европе је, као и у својим претходним извештајима о Србији, била изразито критична према медијском извештавању током предизборне кампање, напомињући да проблеми из ове области још нису решени и да није спроведен адекватан надзор кампање. Европска комисија је у извештају о Србији 2018. поменула да РЕМ није успео да реши проблеме у неуравнотеженом извештавању о кандидатима.

## Демографска структура бирача
ЦеСИД је спровео истраживање о демографској структури присталица председничких кандидата. Резултати су показали да су за Александра Вучића гласали приближно у истом односу мушкарци и жене, са просечном старошћу од 55 година услед високог удела (42%) грађана у пензији. Највећи број гласача (41%) је завршио четворогодишњу средњу школу, а затим радничку школу (22%), док 21% има образовање ниже од средње школе.
За Сашу Јанковића су у нешто већој мери гласале жене (56%), а просечна старост бирача је била 45 година. Највећи удео (59%) су чинили високообразовани грађани. За Јанковића је гласала већина бирача у дијаспори.